# クトゥルフ神話の猫
クトゥルフ神話の猫（クトゥルフしんわのねこ）では、クトゥルフ神話に登場する猫について記載する。 
クトゥルフ神話の創始者であるハワード・フィリップス・ラヴクラフトは猫が好きだった。彼は『猫と犬』というエッセイにて、猫があらゆる面で犬よりも優れているという持論を熱弁している。ラヴクラフトはまた猫を小説作品にも登場させ、『壁のなかの鼠』『チャールズ・ウォードの奇怪な事件』では共に、猫が邪悪な気配に警戒する場面がある。

## ドリームランド
ドリームランドのウルタールの町には、猫を殺してはならないという法律があり、猫の神殿も建っている。ランドルフ・カーターが危機に見舞われたときは、猫の友である彼を救出すべく、ウルタールの「老いた将軍猫」が率いる猫軍が動いた。
また土星にも「猫」という種族がいる。彼ら「土星の猫」たちは、アートそのものといった異形の姿をしている。地球の猫とは似つかない姿をした彼らは、月までやって来て、地球の猫と対立し合っている。
さらにTRPGにおいては「天王星の猫」という種も登場する。

## 猫神ブバスティス

### エジプト神話のバステト
エジプト神話の猫神バステトの異称が、ブバスティスである。ブバスティスとは、もともとバステトが崇拝された都市の名前だったが、転じて神名となった。
バステト（ブバスティス）は、エジプト神話において、猫の頭をした女性として登場する。エジプト神話には、ライオンや雌ライオンの頭を持った神が他にも登場し、バステトと同一視されることがある。当初はネコ科動物らしい攻撃性の高い面が強く、時代を重ねて温厚な守護の神へと変わっていく。バーストが崇拝された都市ブバスティスは、猫のミイラの主要な保管地であった。

### クトゥルフ神話の猫神
クトゥルフ神話においては、この神はバーストまたはブバスティスの名で呼ばれる。ラヴクラフトは、先述のように猫を称賛する際に、ブバスティスの名を持ち出すことがあった。
ロバート・ブロックが、ブバスティスを邪神として描写する。ブロックはエジプトを題材とした神話作品群にて、猫神ブバスティスを、暗黒神ナイアーラトテップ勢力の一柱とした。ナイアーラトテップはネコ科の野獣を従え、ブバスティスもまた人身御供を食らう血生臭い邪神である。ネフレン＝カの没落の際には、ブバスティスの神官団は船でイギリスに逃亡した（暗黒のファラオの神殿、ブバスティスの子ら）。『妖蛆の秘密』の「サラセン人の儀式」の章に記される。
ラヴクラフトとブロックは、ラヴクラフト書簡の名前「ラヴェ＝ケラフ」（猫好きのラヴクラフトをもじった名）を、バーストの神官の名前に設定した。バーストの神官ラヴェ＝ケラフは、「暗黒の儀式」（黒い儀式、とも）という著書がある、アトランティスの大神官クラーカッシュ＝トンと同時代の人物だと設定されている。
神ブバスティス（バースト）の位置づけは、資料によってバラバラで、一貫していない。多面性のある神である。
- 初期の神話資料である、フランシス・レイニーの『クトゥルー神話小辞典』[5]やリン・カーターの『クトゥルー神話の神神』[6]では一切言及されていない。同様に実在の神をモデルとしているダゴンやヒュプノスは、それぞれ旧支配者、地球本来の神々にカテゴリされていた。
- クトゥルフ神話TRPGでは、バーストが旧神にカテゴリされている[7][8][9][10]。ドリームランドへの着眼が大きいのも特徴である。あくまで地球の猫の神であり、土星や天王星の猫の信仰は異なるようである。
- 山本弘『クトゥルフ・ハンドブック』（TRPG初期版を対象とした独自ガイド）では外なる神にカテゴリされ、さらに「おそらく<大地の神々>と思われます」と付け加えられている[11]。

### 猫神の登場作品
- ロバート・ブロック：ブバスティスの子ら
- 矢野健太郎：邪神伝説シリーズ「ネフェルティティ」「クトゥルフの呼び出し」

## その他
西洋では黒猫は不吉とされることが多い。ダーレスの『ピーバディ家の遺産』では、妖術師の使い魔としての黒猫が登場する。
『アリシア・Y』では、ナイアーラトテップが人間体と黒猫の姿で登場する。